# Тяньцзинь
Тяньцзи́нь (кит. упр. 天津, пиньинь Tiānjīn) — один из четырёх муниципалитетов центрального подчинения Китайской Народной Республики. Городская зона Тяньцзиня является третьей по величине в континентальном Китае. Население — 13,866 млн человек (по переписи 2020 года), площадь — 11 946 км², ВВП — 1,4 трлн юаней (2020).

## География
Тяньцзинь относится к Северному Китаю, располагается вдоль Бохайского залива, на северной оконечности Великого китайского канала, который связан с реками Хуанхэ и Янцзы. С севера, юга и запада Тяньцзинь граничит с провинцией Хэбэй, с территорией Пекина на северо-западе. С востока территория Тяньцзиня омывается Бохайским заливом. С Пекином, который расположен в 96 км к северо-западу, Тяньцзинь соединён высокоскоростной железной дорогой.
Общая площадь Тяньцзиня — 11 946 км², без акватории — 11 610 км² (30-е место). Городская зона расположена вдоль реки Хайхэ. Порты Тяньцзиня расположены на некотором отдалении от городской зоны на берегу Бохайского залива Тихого океана. Несмотря на близость Жёлтого моря, климат в Тяньцзине континентальный, с резкими перепадами температуры.
Рельеф — ровный, с прилегающими приморскими районами.

### Климат
Тяньцзинь является южным городом, находясь на 39-й параллели, что примерно соответствует широте Афин, Мадрида и Ашхабада.
Однако климат Тяньцзиня похож на климат Дальнего Востока России и Кореи, имея резко выраженный муссонный характер. Зимой дуют холодные северные ветры с Сибири, летом — южные ветры с Южно-Китайского моря, принося жаркую душную погоду с большим количеством осадков. Климат Тяньцзиня является семиаридным с элементами влажного континентального климата.
В Тяньцзине выражены все четыре сезона. Зима в Тяньцзине короткая и сухая, наиболее холодными месяцами являются декабрь и январь, так как эти месяцы с минимальным количеством солнечной радиации. Средняя температура января составляет −3,3 °C. Однако снег очень редок, и зима практически всегда бесснежная. Весна наступает в конце февраля и длится до конца апреля. Весна сухая и иногда сопровождается возвратами холодов или летней жарой.
Резкая смена погоды наступает в мае, когда приходит муссон. Наступает влажное, душное и жаркое лето. Наиболее жарким месяцем является июль, хотя абсолютный максимум (+42,0 °C) был зафиксирован в июне. В июле и августе отмечается максимальное количество осадков, муссон достигает пика. В сентябре число осадков постепенно начинает сокращаться, а лето длится до конца первой декады октября. Осень иногда приносит сухую и тёплую погоду, но в среднем короткая, и переходит в зиму. Заморозки обычно приходят в ноябре, а среднесуточная температура становится отрицательной в конце первой декады декабря.
| Показатель                    | Янв.  | Фев. | Март  | Апр. | Май  | Июнь | Июль | Авг. | Сен. | Окт. | Нояб. | Дек.  | Год   |
| ----------------------------- | ----- | ---- | ----- | ---- | ---- | ---- | ---- | ---- | ---- | ---- | ----- | ----- | ----- |
| Абсолютный максимум, °C       | 14,3  | 20,8 | 30,5  | 33,1 | 38,5 | 42,0 | 40,5 | 38,1 | 34,9 | 30,8 | 23,0  | 14,4  | 42,0  |
| Средний суточный максимум, °C | 1,7   | 5,3  | 11,8  | 20,1 | 26,2 | 29,9 | 30,9 | 30,1 | 26,3 | 19,5 | 10,3  | 3,6   | 17,9  |
| Средняя температура, °C       | −3,3  | 0,0  | 6,6   | 14,6 | 20,6 | 24,8 | 26,8 | 26,0 | 21,3 | 14,2 | 5,4   | −1,1  | 13,0  |
| Средний суточный минимум, °C  | −8,3  | −5,3 | 0,9   | 8,2  | 14,2 | 19,3 | 22,5 | 21,7 | 16,2 | 8,8  | 0,6   | −5,5  | 7,8   |
| Абсолютный минимум, °C        | −18,1 | −16  | −11,1 | −6   | 5,0  | 8,7  | 13,9 | 10,0 | 6,5  | −3   | −12   | −16,2 | −18,1 |
| Норма осадков, мм             | 3     | 8    | 10    | 31   | 40   | 75   | 177  | 164  | 52   | 25   | 11    | 5     | 606   |
| Источник: Climatebase         |       |      |       |      |      |      |      |      |      |      |       |       |       |

## История
До империи Сун долина Хайхэ была слабо заселена. В XII веке здесь возникают склады для зерна и других продуктов центрального и южного Китая, которые отсюда распределялись по северным регионам страны. При империи Юань в районе Тяньцзиня были устроены солеварни.

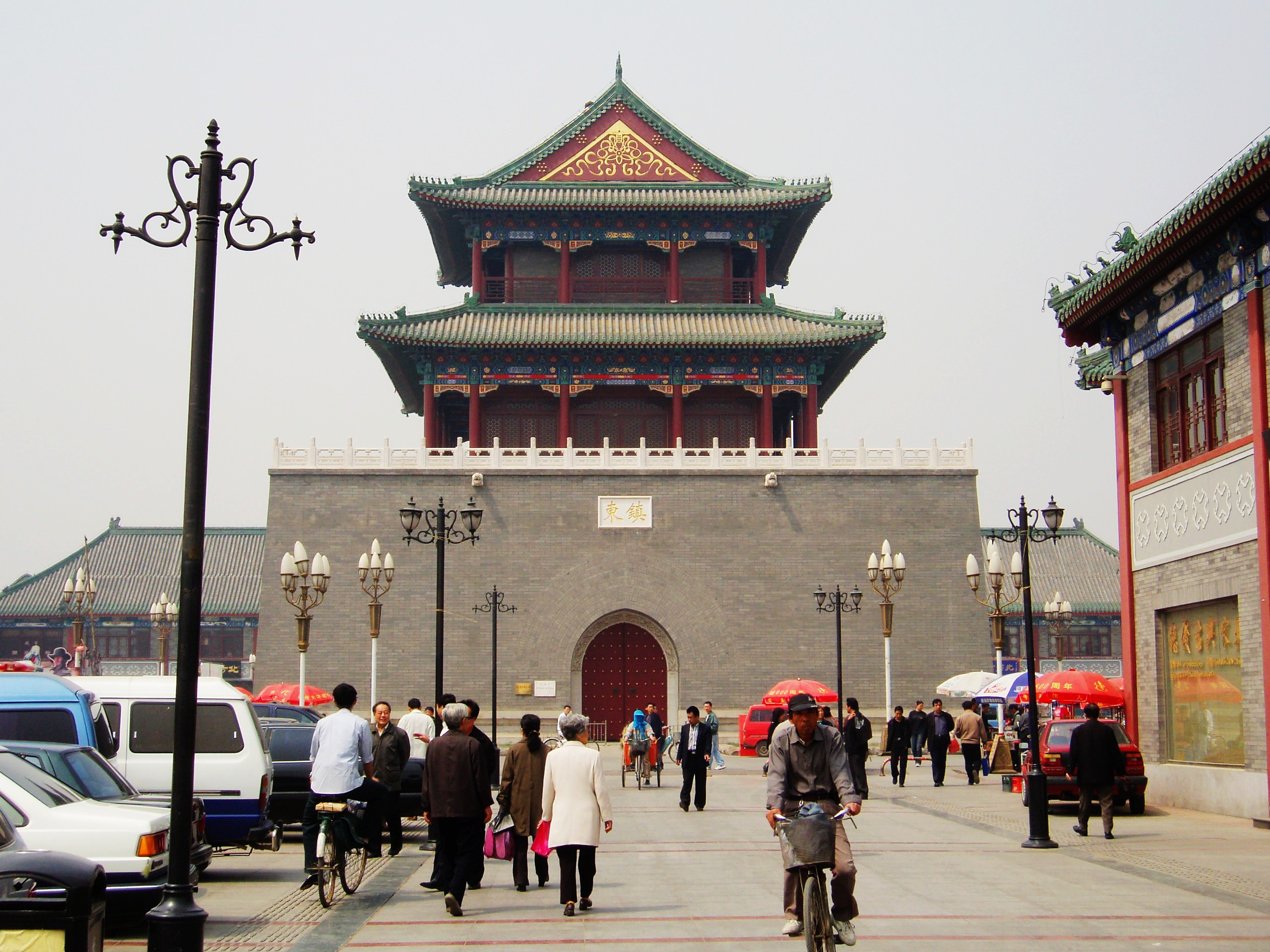
Башня Гулоу (Барабанная башня) в Тяньцзине

Перенос столицы из Нанкина в Пекин привёл к быстрому росту поселения, которое было укреплено и получило в 1368 году название «охрана небесного брода» (Тяньцзиньвэй). Город стал воротами в Пекин для всего населения южного и центрального Китая. Европейцев восхищали новопостроенные храмы города и окружавшая его стена высотой 7,6 метра.
Расположение на крайней северной точке Великого канала благоприятствовало развитию города при империи Цин. С каждым десятилетием возрастал грузопоток: привозимые со всего Китая по каналам товары перегружались здесь на телеги для транспортировки в столицу.
Изменение русла Хайхэ и засорение канала нанесли удар по экономическому значению Тяньцзиня в XIX столетии. Он становится резиденцией могущественного цинского сановника — наместника Чжили. В связи с этим именно здесь были подписаны такие неравные договоры, как Тяньцзиньский русско-китайский трактат (1858) и Тяньцзиньский договор (1885).

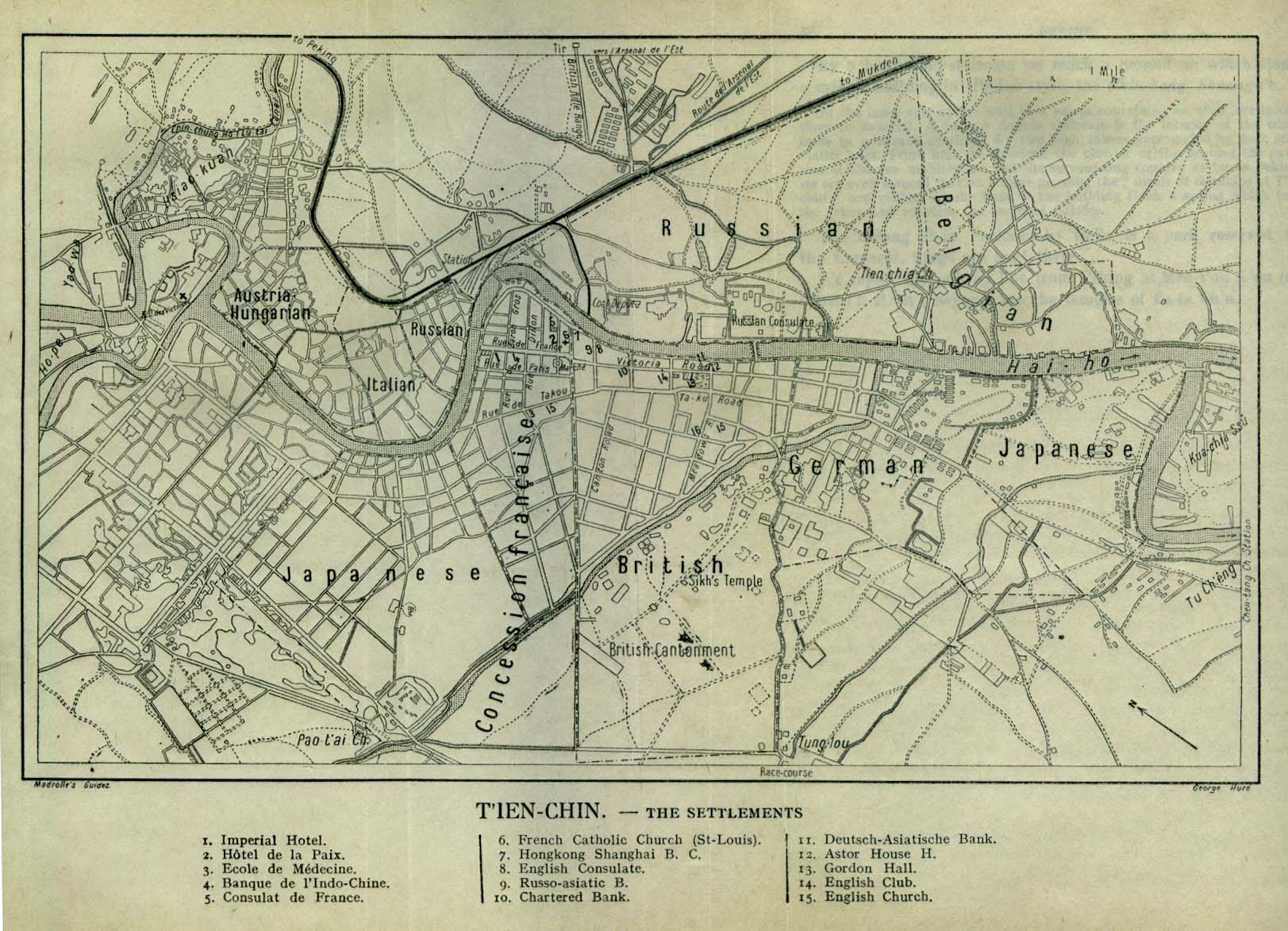
Иностранные концессии в Тяньцзине, 1912 год.

Во время Второй опиумной войны Тяньцзинь подвергся бомбардировке англичан и французов. Китайское правительство вынуждено было пойти на уступки, одной из которых было предоставление иностранцам концессий в Тяньцзине. В 1885 году в городе было открыто Бэйянское военное училище.
К концу XIX века рядом со старым китайским городом выросли современные европейские кварталы. В городе были сильны националистические настроения, католический собор и приют не раз подвергались вооружённым нападениям.
Когда в 1900 году разразилось Ихэтуаньское восстание, в город вновь вошли иностранные армии.

Городская стена была снесена. По итогам подавления восстания, страны-интервенты, раньше не имевшие концессий в Тяньцзине, получили их, и всего в городе стало восемь концессий: австро-венгерская (с 1901 года), итальянская (1901), российская (1900), бельгийская (1902), японская (1888), французская (1861), британская (1860) и германская (1899).
До 1919 года в городе располагалось почтовое отделение Российской империи. После Гражданской войны в России в ноябре 1922 года в Тяньцзине оказалось много русских офицеров и казаков, а также членов их семей. На 1929 год в русской национальной общине Тяньцзиня насчитывалось 570 человек. Имелась русская больница, церковно-приходская школа, ночлежный дом, хор и украинское общество для постановки спектаклей.

## Население
По состоянию на конец 2009 года, население города центрального подчинения Тяньцзинь составляло 14 425 000 человек, из которых постоянно проживало на территории города 9,8 млн человек (то есть имели хукоу). Среди хукоу 5,99 млн были городскими жителями, 3,81 млн — сельскими.
Большинство населения — ханьцы, однако в городе проживают 53 из 55 зарегистрированных на территории КНР малых народностей. По данным переписи населения КНР 2010 года, первые пять народностей по численности населения в городе Тяньцзине были следующие:
| Народность | Население  | Процент |
| ---------- | ---------- | ------- |
| ханьцы     | 12 607 276 | 97,44 % |
| хуэй       | 177 734    | 1,37 %  |
| маньчжуры  | 83 624     | 0,65 %  |
| монголы    | 20 328     | 0,16 %  |
| корейцы    | 18 247     | 0,14 %  |

## Административно-территориальное деление
Город центрального подчинения Тяньцзинь делится на 16 районов:
| Административное деление Тяньцзиня | Административное деление Тяньцзиня | Административное деление Тяньцзиня | Административное деление Тяньцзиня | Административное деление Тяньцзиня | Административное деление Тяньцзиня | Административное деление Тяньцзиня |
| --- | ---------------------------------- | ---------------------------------- | ---------------------------------- | ---------------------------------- | ---------------------------------- | ---------------------------------- |
| 1 2 3 4 5 6 Цзичжоу Баоди Нинхэ Биньхай Дунли Цзиньнань Сицин Бэйчэнь Уцин Цзинхай 1. Хэпин 2. Хэси 3. Хэбэй 4. Нанькай 5. Хэдун 6. Хунцяо |                                    |                                    |                                    |                                    |                                    |                                    |
| # | Статус                             | Название                           | Иероглифы                          | Пиньинь                            | Население (2010 прим.)             | Площадь (км²)                      |
| 1 | Район                              | Хэпин                              | 和平区                             | Hépíng qū                          | 470 000                            | 10                                 |
| 2 | Район                              | Хэси                               | 河西区                             | Héxī qū                            | 760 000                            | 41                                 |
| 3 | Район                              | Хэбэй                              | 河北区                             | Héběi qū                           | 620 000                            | 29                                 |
| 4 | Район                              | Нанькай                            | 南开区                             | Nánkāi qū                          | 760 000                            | 41                                 |
| 5 | Район                              | Хэдун                              | 河东区                             | Hédōng qū                          | 680 000                            | 39                                 |
| 6 | Район                              | Хунцяо                             | 红桥区                             | Hōngqiáo qū                        | 560 000                            | 21                                 |
| 7 | Новый район Биньхай                | Новый район Биньхай                | 滨海新区                           | Bīnhăi xīnqū                       | 1 000 000                          | 2270                               |
| 8 | Район                              | Дунли                              | 东丽区                             | Dōnglì qū                          | 460 000                            | 320                                |
| 9 | Район                              | Сицин                              | 西青区                             | Xīqīng qū                          | 330 000                            | 545                                |
| 10 | Район                              | Цзиньнань                          | 津南区                             | Jīnnán qū                          | 380 000                            | 401                                |
| 11 | Район                              | Бэйчэнь                            | 北辰区                             | Běichén qū                         | 320 000                            | 478                                |
| 12 | Район                              | Уцин                               | 武清区                             | Wǔqīng qū                          | 840 000                            | 1570                               |
| 13 | Район                              | Баоди                              | 宝坻区                             | Bǎodǐ qū                           | 650 000                            | 1523                               |
| 14 | Район                              | Нинхэ                              | 宁河区                             | Nínghé qu                          | 360 000                            | 1414                               |
| 15 | Район                              | Цзинхай                            | 静海区                             | Jìnghǎi qu                         | 520 000                            | 1476                               |
| 16 | Район                              | Цзичжоу                            | 蓟州区                             | Jìzhōu qu                          | 810 000                            | 1593                               |

## Политика
Как и в других районах КНР, для Тяньцзиня характерно наличие управленческой связки «партия-правительство». Глава правительства города Тяньцзиня — мэр города Тяньцзиня.

## Вооружённые силы
В Тяньцзине расположены штаб 24-й истребительной авиадивизии, Инженерная академия транспорта НОАК, Училище тыла ВМС и Национальный центр океанских технологий (разработка подводных и надводных боевых роботов).

## Экономика

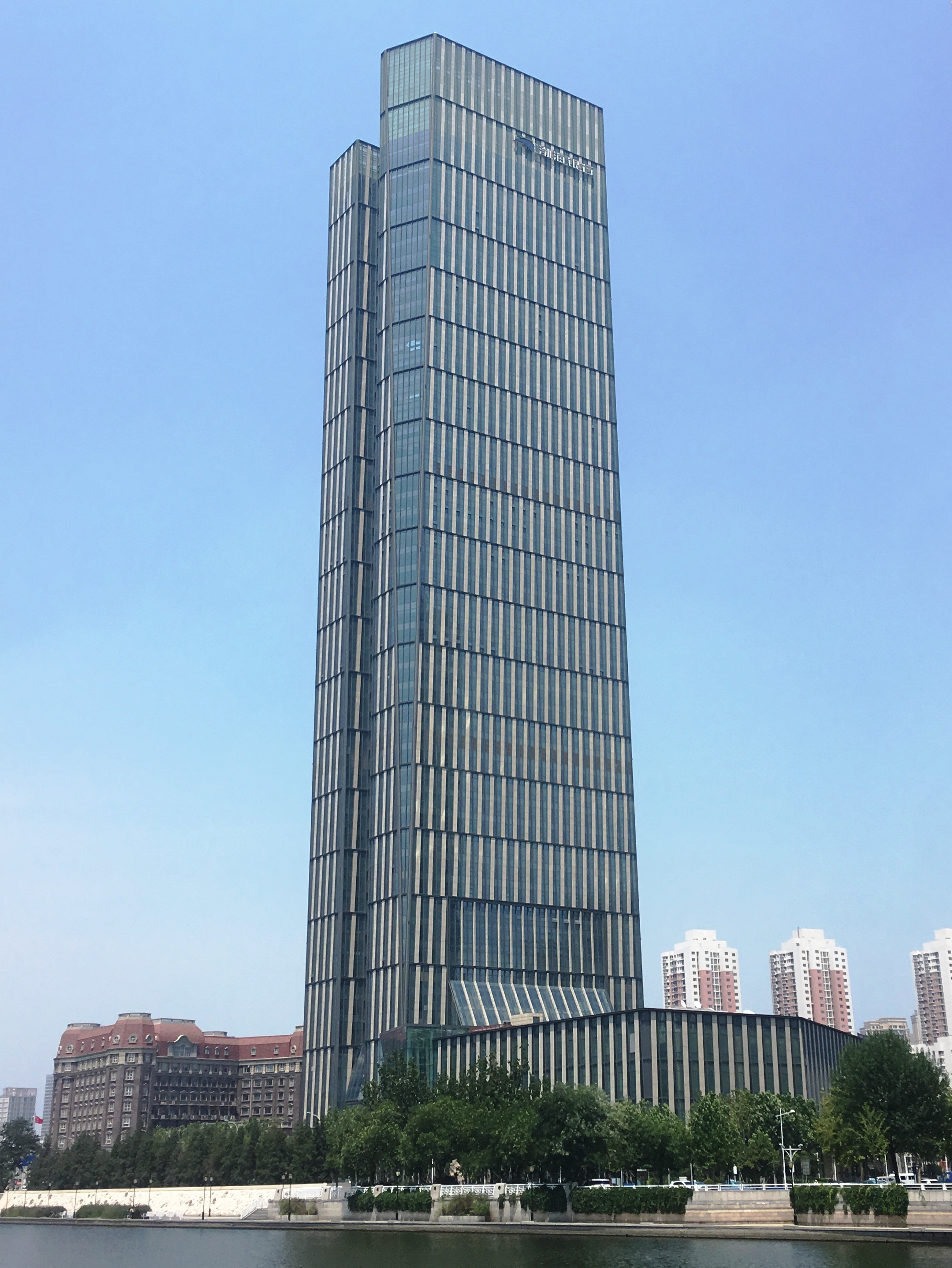
Штаб-квартира China Bohai Bank

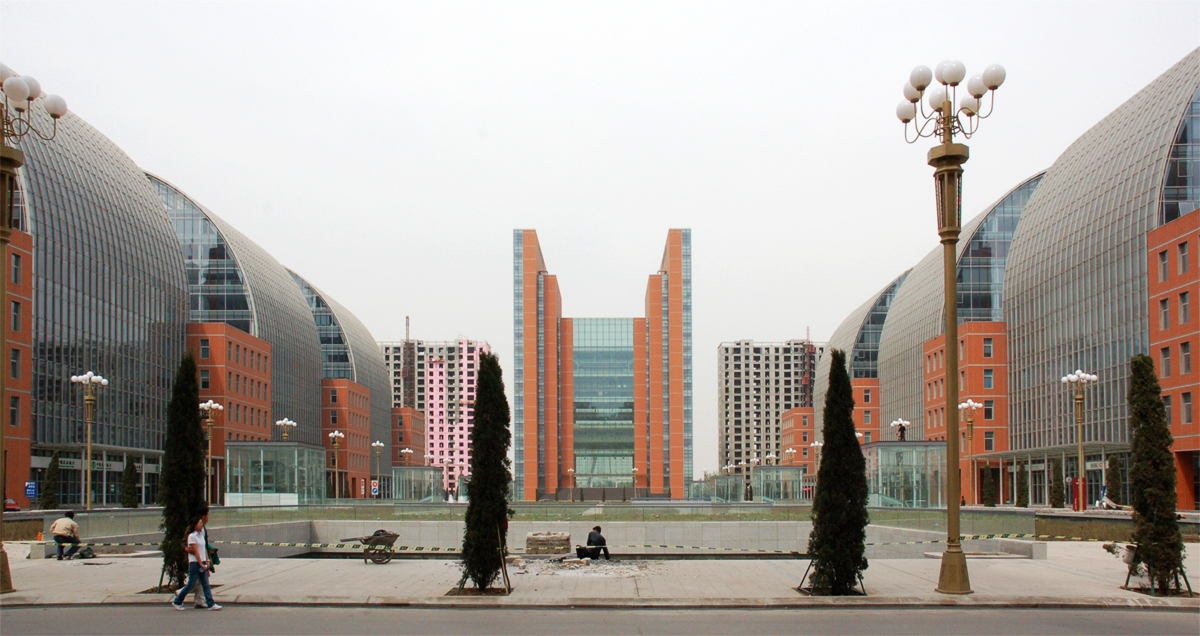
Новый район Биньхай

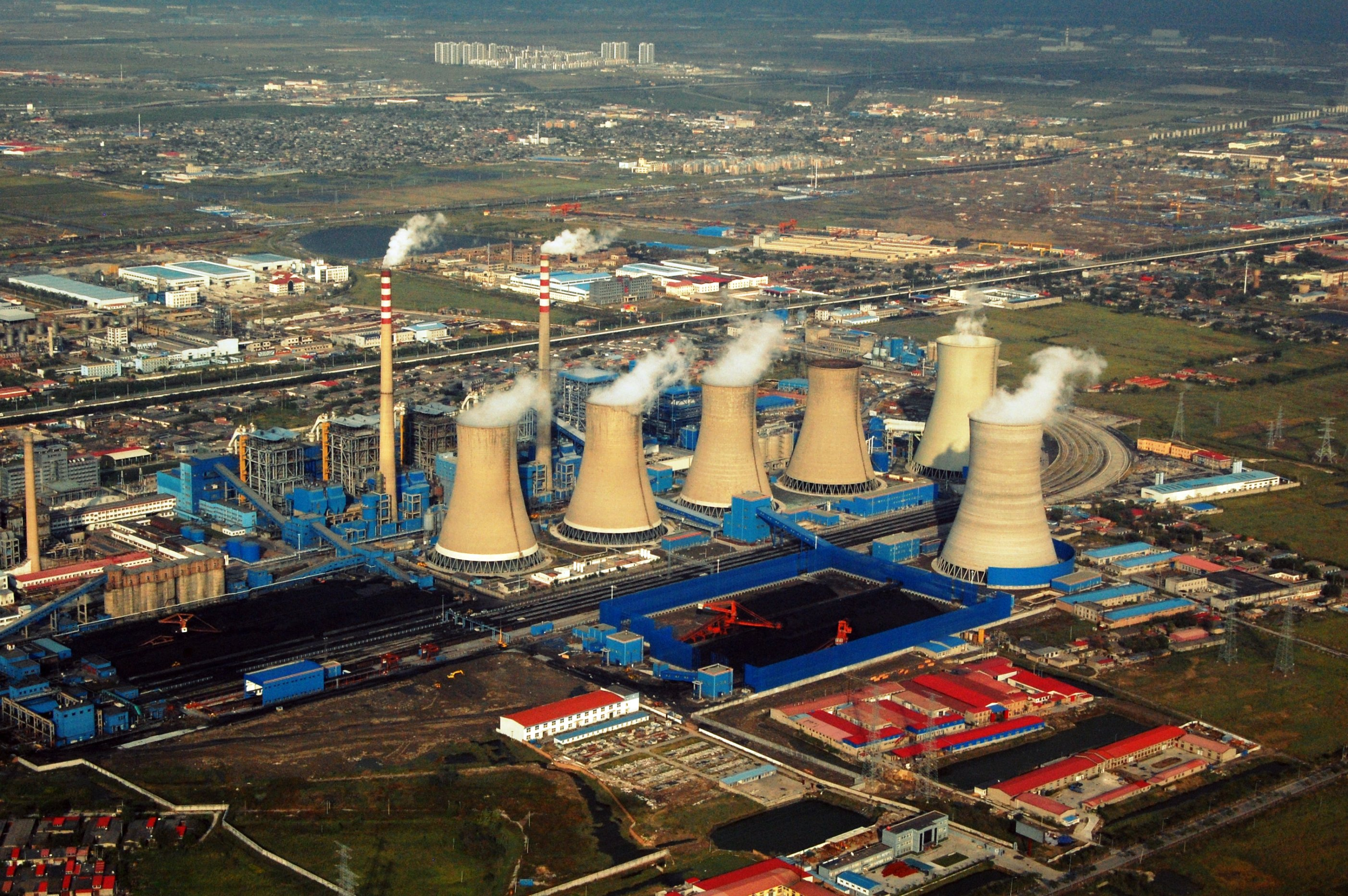
Угольная ТЭС

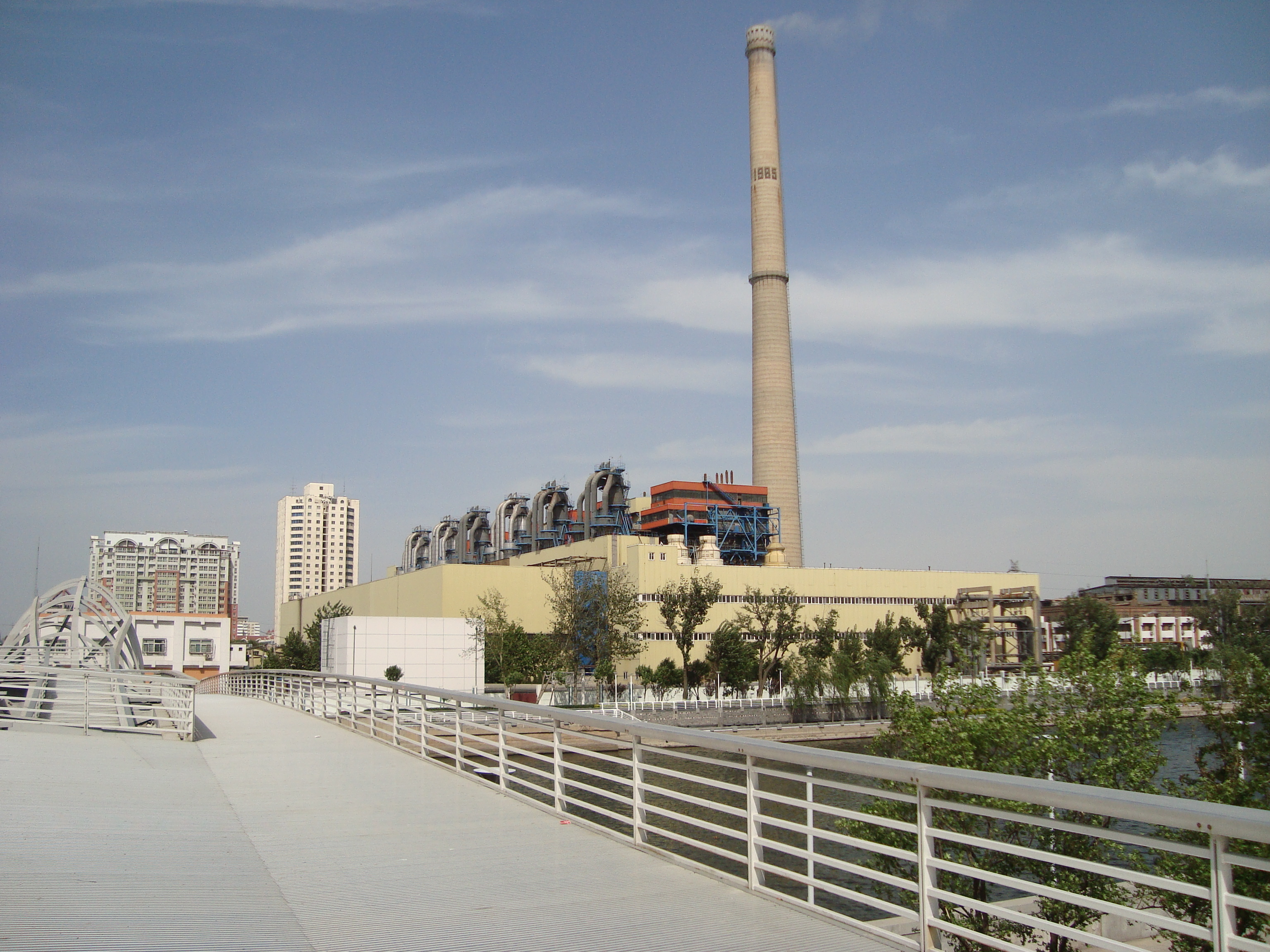
Завод в районе Хайхэ

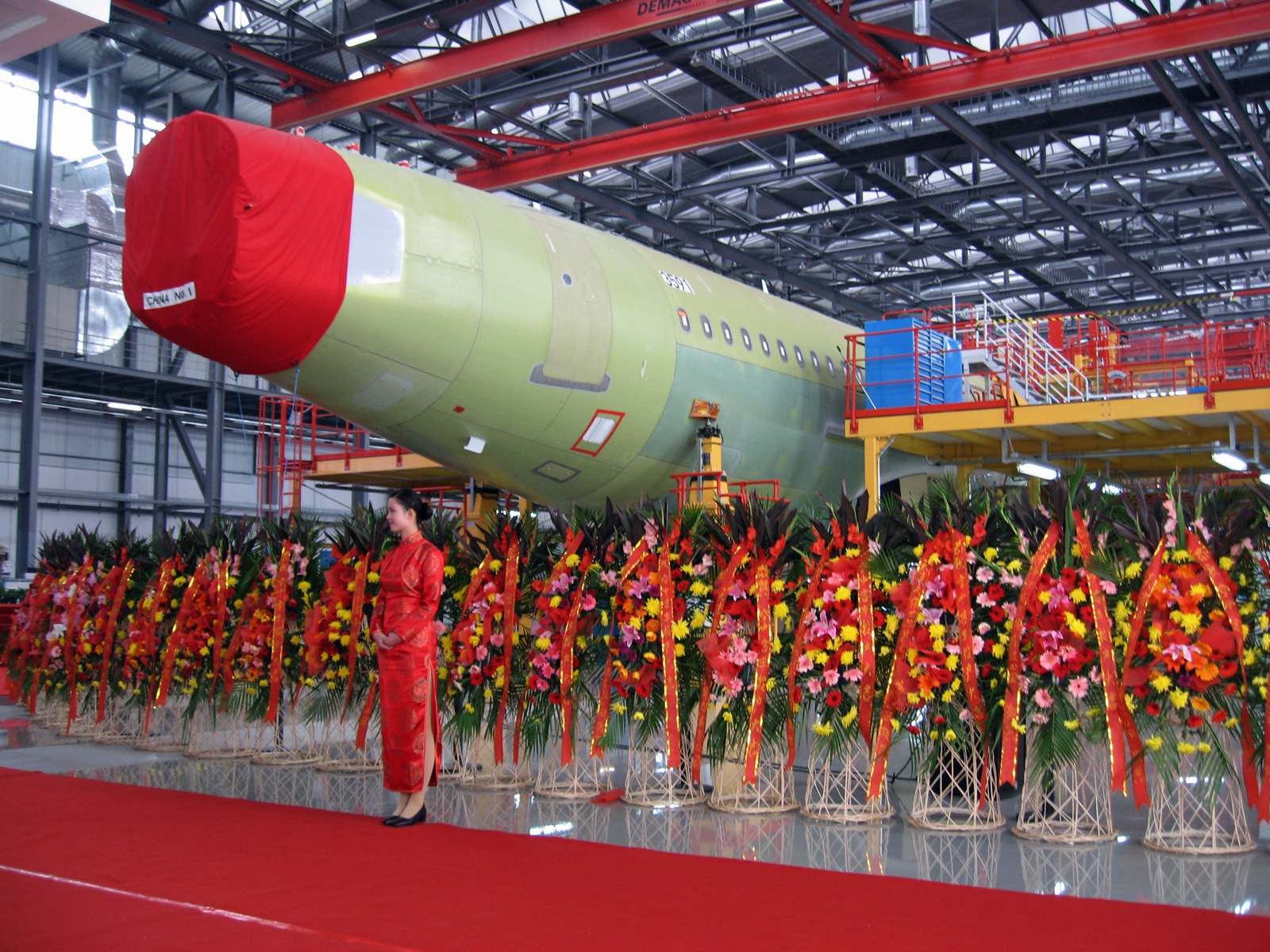
Завод Airbus

В XX веке Тяньцзинь стал локомотивом китайской индустриализации, крупнейшим центром тяжёлой и лёгкой промышленности. Город является частью экономического региона Бохайское кольцо.
Номинальный ВВП Тяньцзиня по состоянию на 2009 год составлял 750 млрд юаней (около 110 млрд долларов). Рост к предыдущему году — 16,5 %.
По состоянию на 2009 год ВВП на душу населения составлял 62 тыс. юаней (около 9 тыс. долл.). ВВП по отраслям — превалировала промышленность (54,8 %), она же была наиболее быстрорастущей сферой (+ 18,2 %) экономики Тяньцзиня. Совокупный чистый доход при пересчёте на душу населения в городе составил 21 тыс. юаней, что в реальном выражении означало рост на 10,3 % к предыдущему году. Аналогичный показатель для сельской местности составил 10 тыс. юаней (+ 10,4 % к предыдущему году).
По итогам 2023 года ВРП Тяньцзиня составил более 1,67 трлн юаней (235 млрд долл. США), увеличившись на 4,3 % по сравнению с показателем 2022 года. Добавленная стоимость первичного сектора экономики достигла 26,9 млрд юаней (+ 1,2 % в годовом исчислении), добавленная стоимость вторичного сектора экономики превысила 598,2 млрд юаней (+ 3,2 %), добавленная стоимость третичного сектора составила 1,05 трлн юаней (+ 4,9 %).

### Сельское хозяйство
На сельскую местность приходится около 40 % площади муниципалитета города Тяньцзинь. Основная продукция сельского хозяйства — пшеница, рис и кукуруза. Важным промыслом является прибрежное рыболовство.

### Сырьевой сектор
На территории городского муниципалитета находятся запасы нефти в размере около 1 млрд тонн. Основная добыча нефти и природного газа сосредоточена в районе Даган. Район Чанлу Яньцю известен как промышленная база по производству соли. Ещё одним ресурсом Тяньцзиня являются геотермальные источники энергии. Также в районе Тяньцзиня были обнаружены запасы марганца и бора.
В прибрежных водах залива Бохайвань компания China National Offshore Oil Corporation добывает нефть и газ.

### Промышленность
Тяньцзинь — важная промышленная база КНР. Главные виды промышленности — химическая, нефтехимическая и текстильная промышленность, авиастроение, автомобилестроение, судостроение, фармацевтическая промышленность, чёрная и цветная металлургия, электроэнергетика, производство строительных материалов, бумаги, пищевых продуктов, напитков, промышленного и медицинского оборудования, упаковочных материалов, приборостроение, электронная и оптическая промышленность, металлообработка.
В городе расположен завод FAL Asia (Final Assembly Line Asia) по сборке лайнеров Airbus A319, Airbus A320, Airbus A321 и Airbus A350 (совместное предприятие Airbus и китайской государственной группы AVIC). Также в Тяньцзине расположены вертолётные заводы Avicopter и Tianjin Helicopter (подразделения корпорации AVIC), завод композитных материалов Boeing Tianjin Composites (совместное предприятие с американской компанией Boeing), ракетостроительный завод 1-го НПО (подразделение компании China Aerospace Science and Technology Corporation) и завод 3-го НПО (подразделение компании China Aerospace Science and Industry Corporation).
Тяньцзинь является крупным центром фармацевтической и биотехнологической промышленности, здесь базируются такие известные производители, как Tianjin Pharmaceutical Group, CanSino Biologics, Tiens Group, Quanjian Group и Tasly Holding Group, а также завод Novo Nordisk. 
Кроме того, в городе размещаются нефтехимический комбинат Sinopec Tianjin, автосборочные заводы Tianjin FAW Toyota Motor, FAW Volkswagen Automobile и Great Wall Motors, завод грузовиков Rockcheck FuturEnergy, судостроительные верфи Tianjin Xinhe Shipbuilding Heavy Industry, металлургический комбинат Tianjin Iron & Steel Group (Tiangang), трубопрокатный завод Tianjin Pipe Corporation, завод алюминиевого проката China Zhongwang Holdings, завод стальной фольги TianCai Science Technology Development, завод по производству крупногабаритных тоннелепроходческих комплексов China Railway Engineering Equipment Group, заводы полупроводников SMIC, Samsung Electronics, Lite-On, TCL Zhonghuan и Sanan Optoelectronics, часовой завод Tianjin Seagull Watch Group, завод оптики Sunny Optical Technology, завод аккумуляторов Tianjin Lishen Battery, велосипедные заводы Aima и Flying Pigeon, мотоциклетный завод Sundiro Honda Motorcycle, завод медицинского оборудования GE HealthCare, завод тепловой автоматики Danfoss.
В 2022 году Китайский центр автомобильных технологий и исследований открыл в Тяньцзине инновационный центр производства автомобилей на новых источниках энергии.

### Финансовый сектор

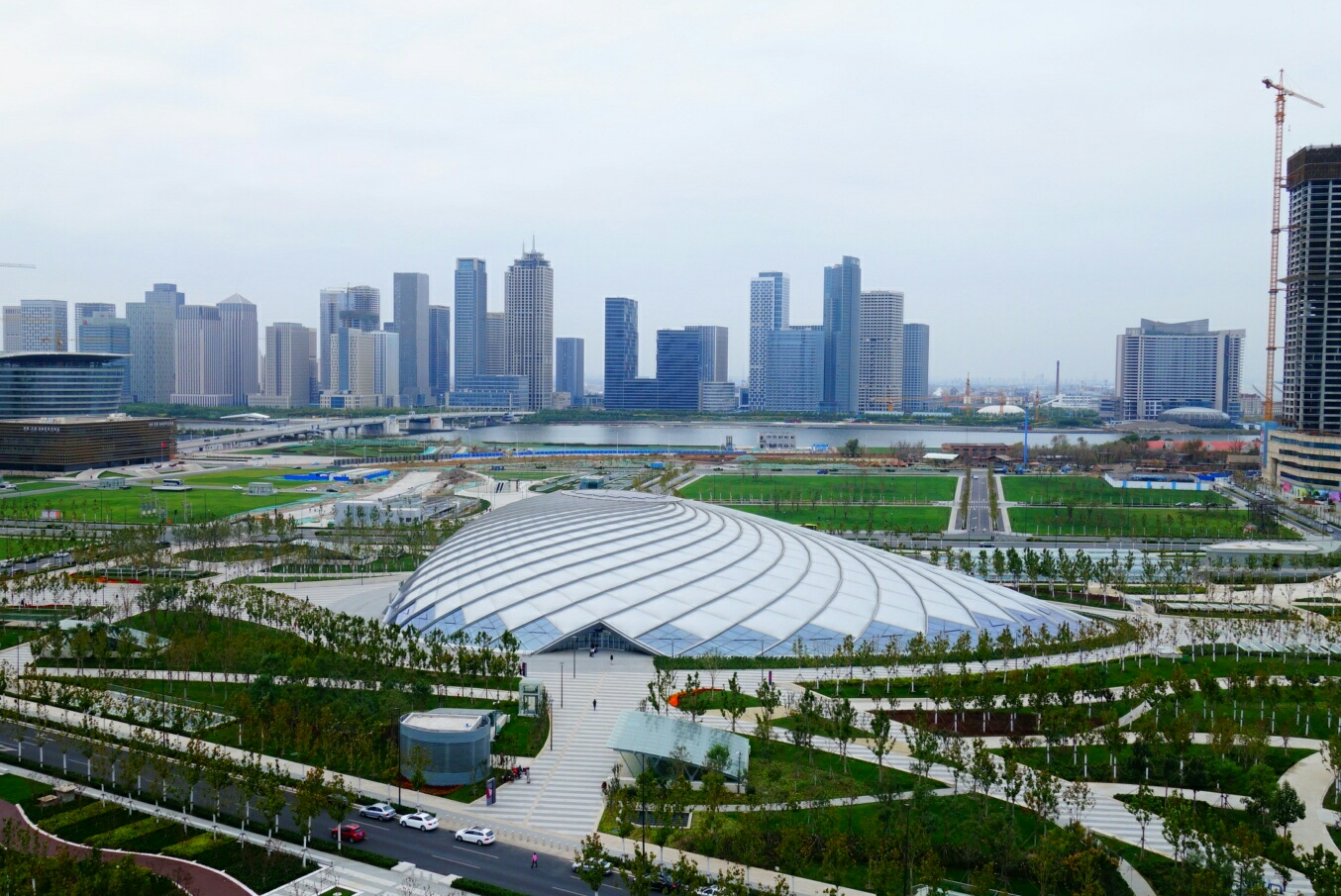
Финансовый район Юцзяпу

В Тяньцзине базируются региональные коммерческие банки China Bohai Bank и Bank of Tianjin, а также крупная страховая компания Huaxia Life Insurance и Тяньцзиньская биржа по торговле углеродными квотами. Тяньцзинь является второй по величине базой лизинга воздушных судов в мире, на долю которой приходится треть всего рынка лизинга в сфере гражданской авиации Китая.
Основная часть финансовых учреждений сконцентрирована в новом деловом районе Юцзяпу (Yujiapu Financial District), который входит в состав района Биньхай.

### Строительство и недвижимость

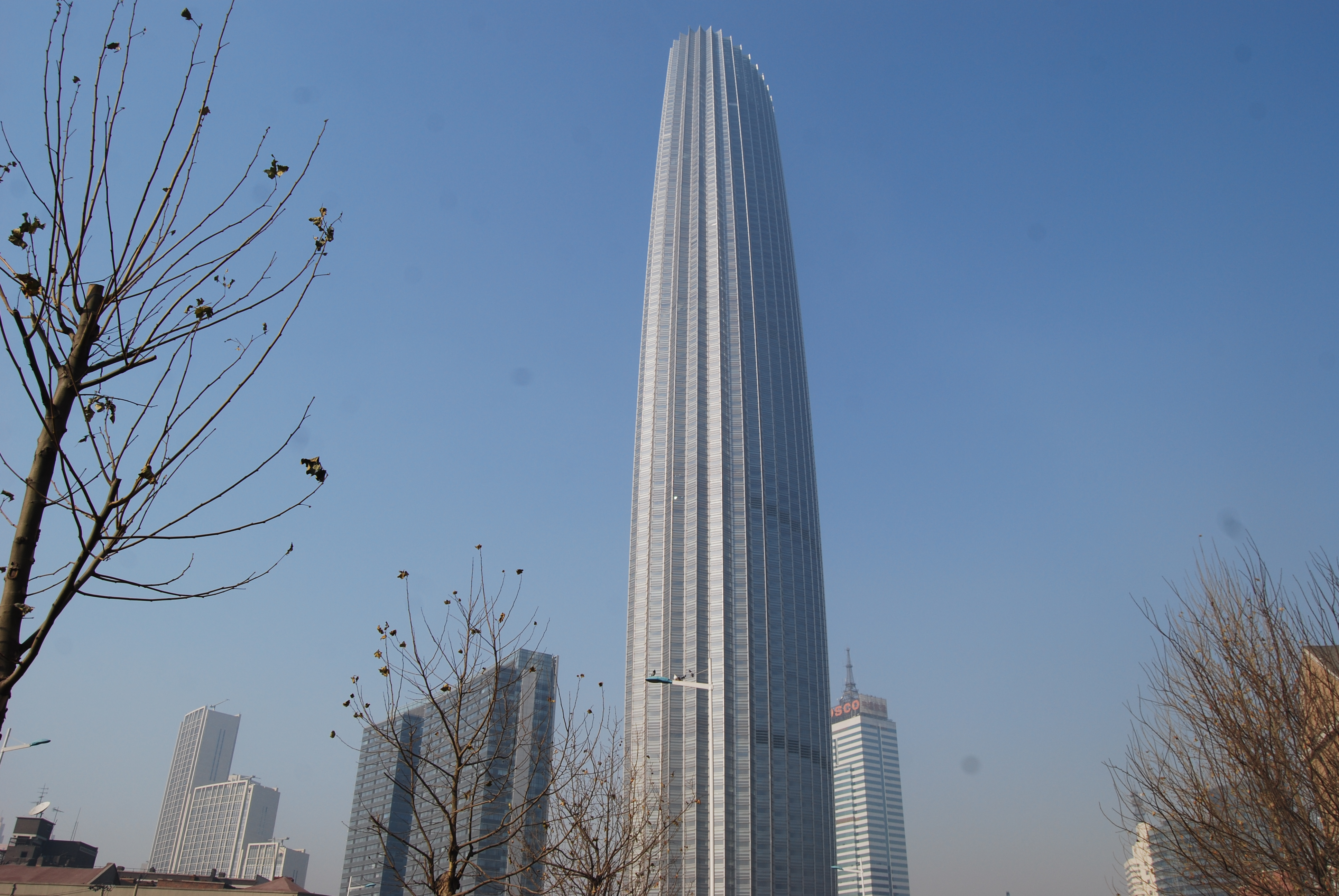
Тяньцзиньский всемирный финансовый центр

В Тяньцзине строится много жилой, офисной и торговой недвижимости. Крупнейшим девелопером города является частная группа Sunac China Holdings.
Самыми высокими зданиями Тяньцзиня являются Голдин файненс 117 (596 м), Финансовый центр CTF (530 м), Модерн-Сити (338 м), Тяньцзиньский всемирный финансовый центр (337 м) и Цзиньвань-Плаза (300 м).

### Внешняя торговля
После вступления Китая в ВТО общий внешнеторговый оборот Тяньцзиня вырос с 150,37 млрд юаней (23,61 млрд долл. США) в 2001 году до 736,79 млрд юаней (115,69 млрд долл. США) в 2020 году, увеличившись на 390 %.
Годовой объем внешней торговли товарами города Тяньцзинь вырос с 730,29 млрд юаней (101 млрд долл. США) в 2012 году до 857,67 млрд юаней (118,63 млрд долл. США) в 2021 году. По итогам 2021 года общий объем трансграничной интернет-торговли в Тяньцзине составил 14,55 млрд юаней (2,01 млрд долл. США), увеличившись на 134,7 % в годовом выражении. Основными внешнеторговыми рынками являются ЕС, США, Япония и Южная Корея, а также страны АСЕАН, Африки и Латинской Америки. На территории Тяньцзиня расположены экспериментальная зона свободной торговли, пилотная зона трансграничной электронной торговли, шесть национальных центров поддержки экспорта и четыре комплексные бондовые зоны.

### Иностранные инвестиции
По состоянию на весну 2023 года Тяньцзинь являлся крупным объектом иностранных инвестиций и привлек более 10 тыс. предприятий с иностранным капиталом; общий объем фактически использованных иностранных инвестиций составил более 200 млрд долларов США; в городе работали 176 иностранных компаний из рейтинга 500 крупнейших компаний мира Fortune 500.

### Благосостояние
По состоянию на 2022 год минимальный размер оплаты труда в Тяньцзине для работников, занятых полный рабочий день, составляет 2180 юаней ($341,81) в месяц, тогда как для работников, занятых неполный рабочий день — 22,6 юаня ($3,54) в час.

### Зонирование

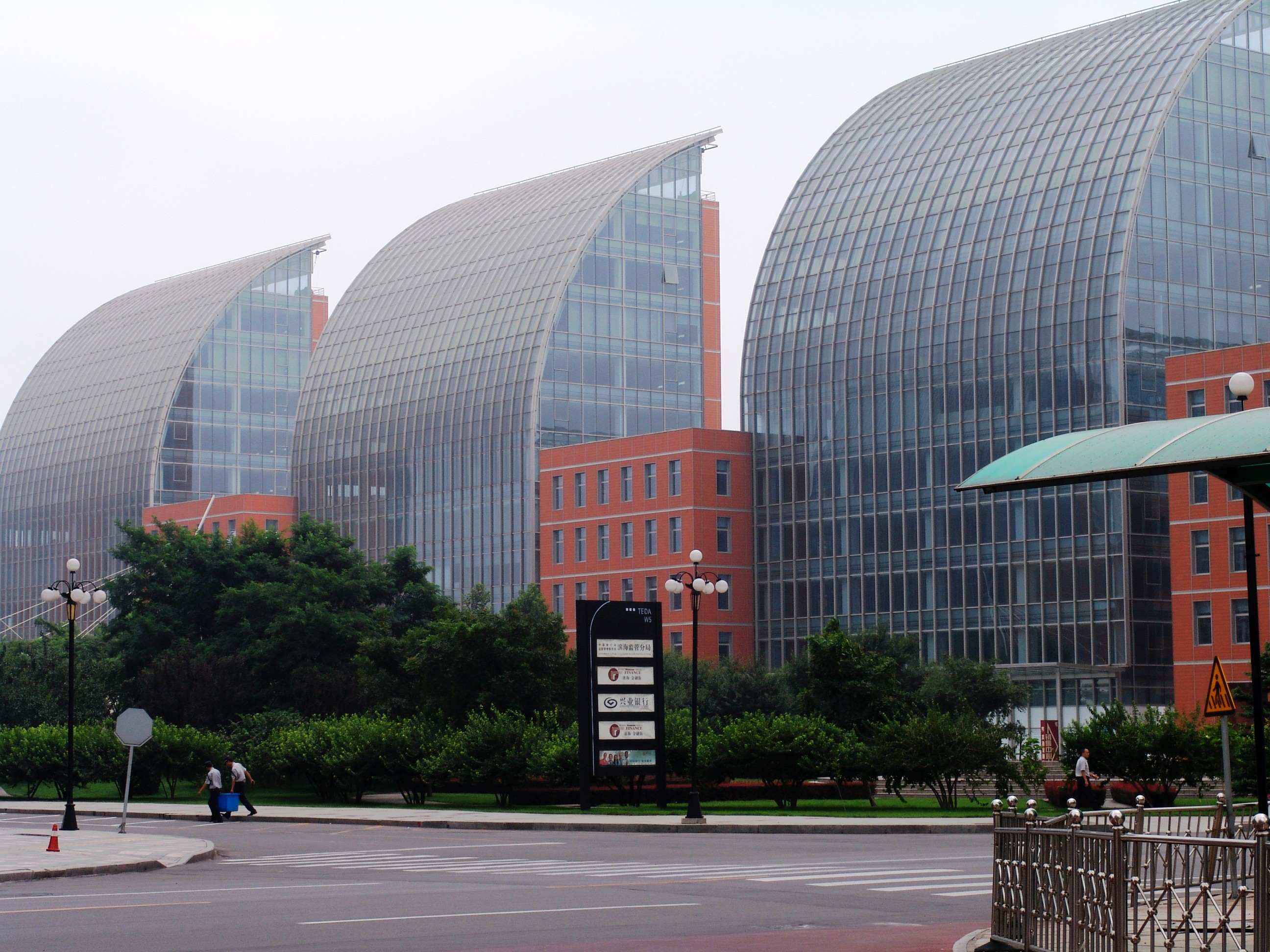
Тяньцзинская зона экономического и технического развития

- Тяньцзинский промышленный парк Тяньцзиньского аэропорта.
- Тяньцзинская международная логистическая зона Тяньцзиньского аэропорта.

Тяньцзинская международная логистическая зона Тяньцзиньского аэропорта — проект, который совместно организован при финансовой поддержке Тяньцзинской свободной торговой зоны Тяньцзиньского порта, а также Тяньцзиньского международного аэропорта Биньхай. Она располагается на территории Тяньцзиньского международного аэропорта Биньхай, а её деятельность осуществляется в рамках воздушных перевозок аэропорта.

На различных направлениях работают местные и иностранные компании-авиаперевозчики. Множество логистических компаний занимается сортировкой, складированием, распределением, процессингом. На базе данных зон создаётся крупнейшая процессинговая зона и база авиаперевозок в Северном Китае.
- Тяньцзиньская зона экономического и технического развития Баоди.
- Тяньцзиньская зона экономического и технического развития (TEDA).
- Тяньцзиньская процессинговая экспортная зона.

Тяньцзиньская процессинговая экспортная зона располагается на территории в 2,54 км² в северо-восточной части Тяньцзиньской зоны экономического развития. Зона развития в Фазе 1 составляет один квадратный километр. Одна из базовых характеристик зоны — развитая транспортная сеть и система связей (расстояние до Тяньцзиня — 40 км, до Пекина — 145 км, до Тяньцзиньского порта — 5 км.).
- Тяньцзинский высокотехнологичный промышленный парк.
- Свободная торговая зона Тяньцзиньского порта.

Свободная торговая зона Тяньцзиньского порта — крупнейшая свободная торговая зона на Севере и Северо-востоке КНР. Проект создания зоны был принят Госсоветом в 1991 году. Располагается в 38 километрах от Тяньцзиньского международного аэропорта Биньхай, примерно в 30 километрах от города, и менее, чем в километре от верфи.
- Тяньцзиньская государственная морская высокотехнологичная зона развития Тангу

Зона была основана в 1992 году, а в 1995 году Госсовет КНР присвоил ей статус «государственной высокотехнологичной зоны развития». Зона — единственная в КНР, обладающая таким статусом, в которой развивается морская индустрия и высокие технологии одновременно. По состоянию на 2008 год, в зоне работало 2068 корпораций, которые работали в следующих отраслях: разработка новых материалов, переработка нефти, производство современных машин и оборудования, а также радиоэлектронного оборудования.
- Парк промышленного развития Хуаюань
- Зона развития Уцин
- Tianjin Eco-city (китайско-сингапурский проект)[44]

В 2022 году совокупный объём товарооборота пяти комплексных бондовых зон Тяньцзиня достиг 268,71 млрд юаней (37,6 млрд долларов США), увеличившись на 5,9 % в годовом выражении, что составило почти одну треть от общего объема внешней торговли города. В июне 2023 года в Тяньцзине была учреждена новая комплексная бондовая зона Линьган (водородная энергетика, производство морского инженерного оборудования, переработка зерна и масла).

### Национальный суперкомпьютерный центр
В Тяньцзине расположен Национальный суперкомпьютерный центр, где находится суперкомпьютер Тяньхэ-1А — самый быстрый в мире с октября 2010 по июнь 2011 года.

## Транспорт

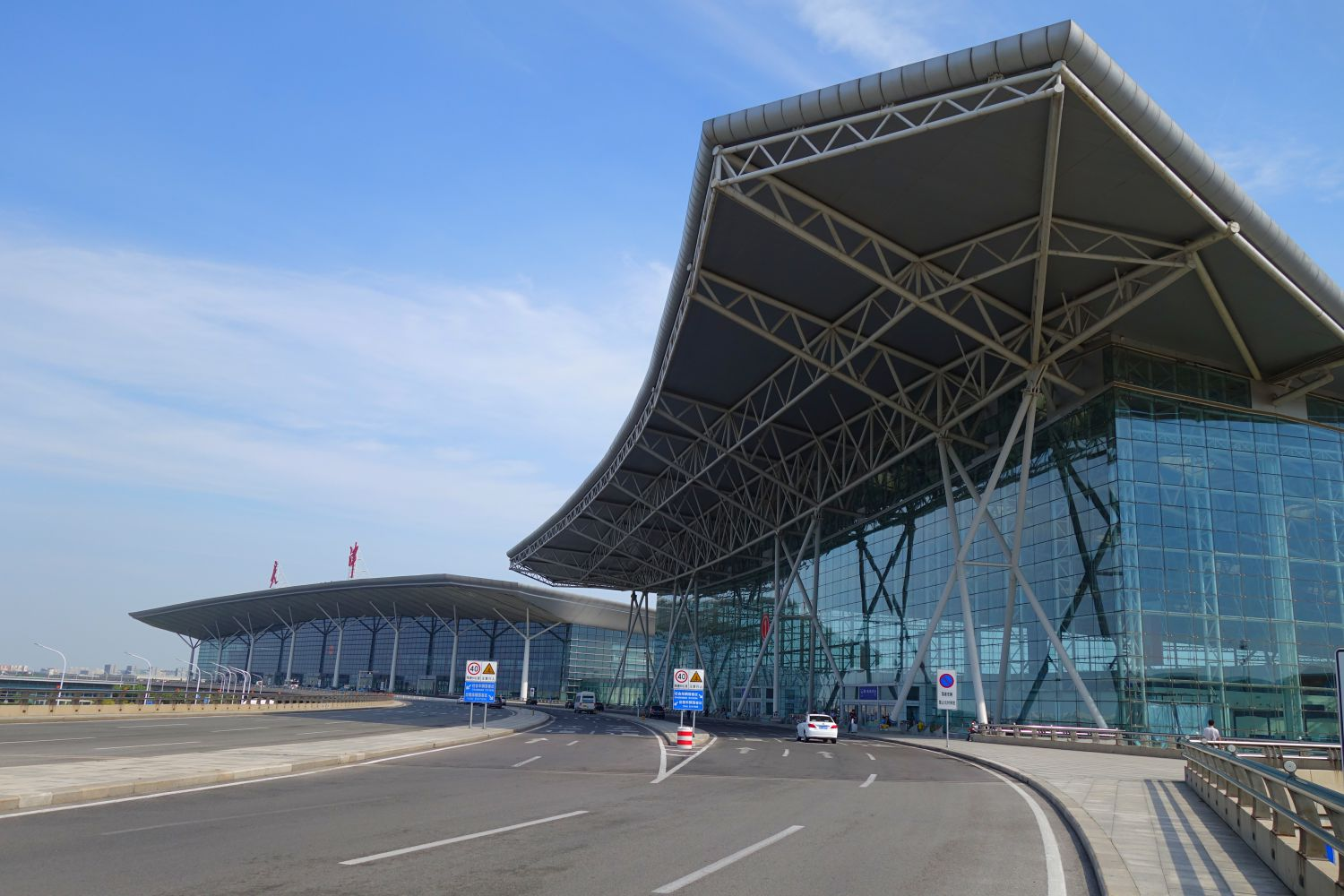
Тяньцзиньский международный аэропорт Биньхай

### Авиационный
Город обслуживает Тяньцзиньский международный аэропорт Биньхай. По итогам 2021 года через аэропорт прошло 15,127 млн пассажиров и 194,88 тыс. тонн грузов, он принял 125,3 тыс. взлётов и посадок.  
В Тяньцзине базируются две авиакомпании — Tianjin Airlines и Grandstar Cargo.

### Морской

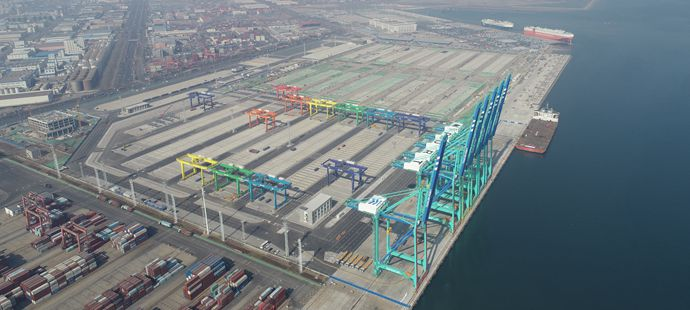
Порт Тяньцзиня

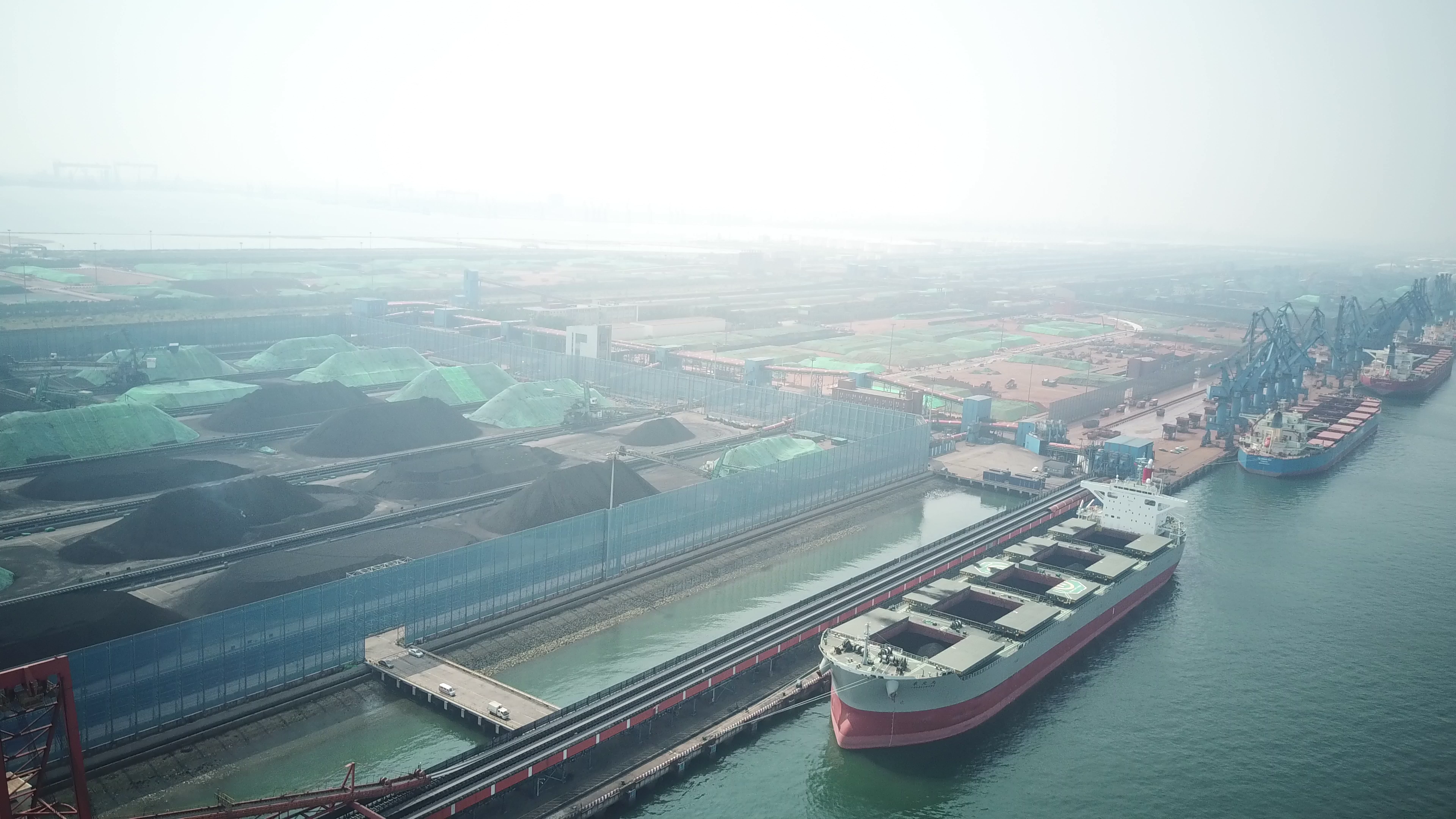
Порт Тяньцзиня

Морской порт Тяньцзиня является крупнейшим портом страны по импорту сжиженного природного газа (основные объёмы СПГ поступают из Австралии, России, Индонезии, Малайзии и Сингапура). Крупнейшим терминалом по разгрузке СПГ владеет компания Sinopec. Другим газовым терминалом совместно владеют компании China National Offshore Oil Corporation, Tianjin Gas и Tianjin Port Group. Кроме того, важное место в грузообороте порта занимают контейнеры, импорт железной руды (главным образом из Австралии и Бразилии), автомобилей, автомобильных и авиационных компонентов, соевых бобов и замороженных продуктов питания, экспорт электромобилей, аккумуляторов, бытовой электроники и подержанных автомобилей. Оператором Тяньцзиньского порта является государственная Tianjin Port (Group) Company.
Порт Тяньцзиня входит в десятку крупнейших контейнерных портов мира. По итогам 2020 года морской порт Тяньцзиня обработал 18,35 млн стандартных контейнеров, что на 6,1 % больше, чем в 2019 году. За первые семь месяцев 2021 года грузооборот порта Тяньцзинь превысил 300 млн тонн, а оборот контейнеров составил 13,48 млн TEU, увеличившись на 15,8 % по сравнению с аналогичным периодом предыдущего года. По итогам 2021 года в Тяньцзиньском порту было обработано более 20 млн стандартных контейнеров; около 60 % от общей пропускной способности порта пришлось на грузы, предназначенные для стран вдоль «Пояса и пути».
В 2022 году объём контейнерных перевозок в порту Тяньцзиня превысил 21 млн TEU, увеличившись на 6,9 % в годовом исчислении.
Важное значение имеют прямые контейнерные линии Тяньцзинь — Европа компаний MSC, Maersk и HMM.

### Железнодорожный

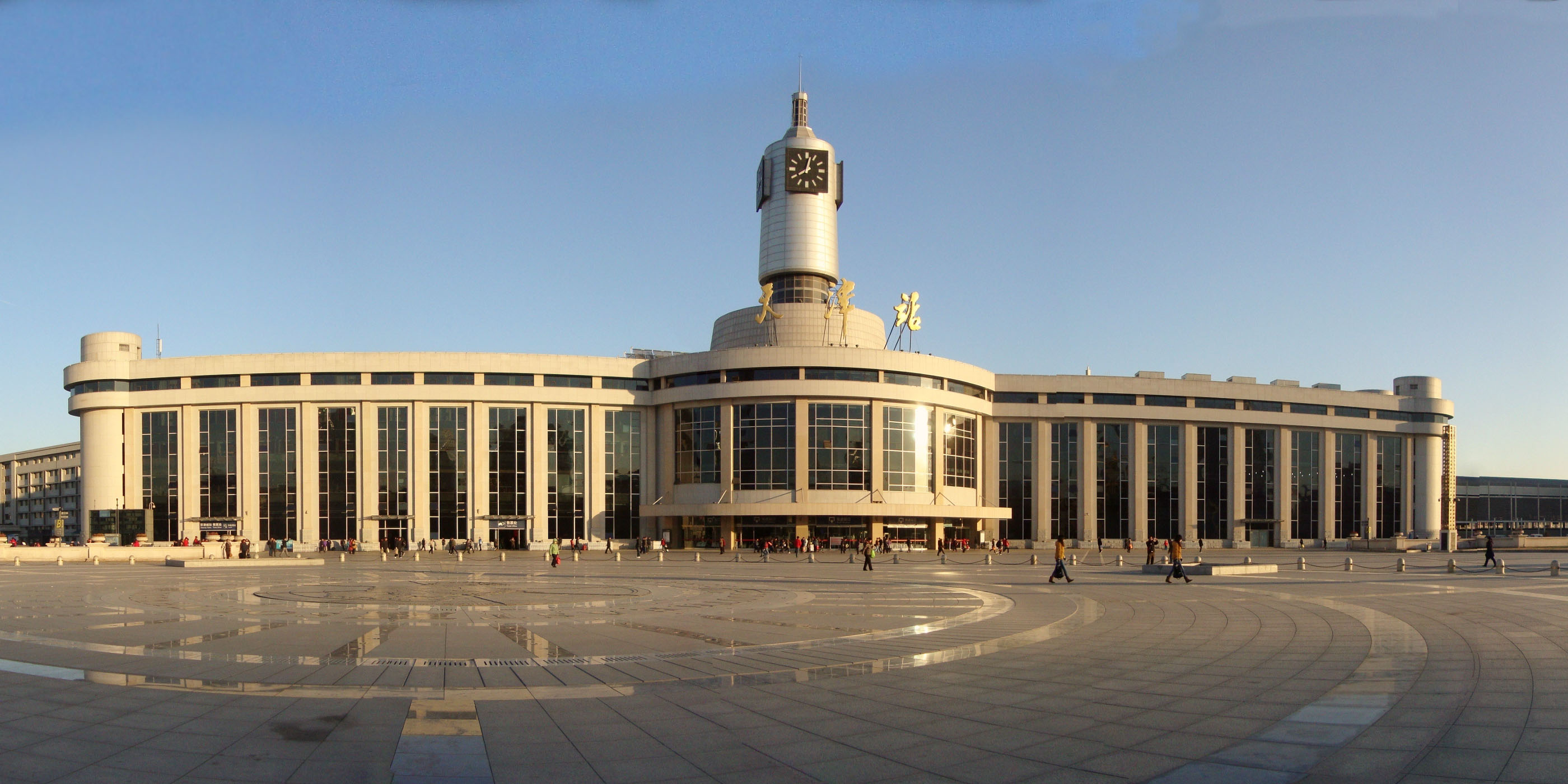
Тяньцзиньский вокзал

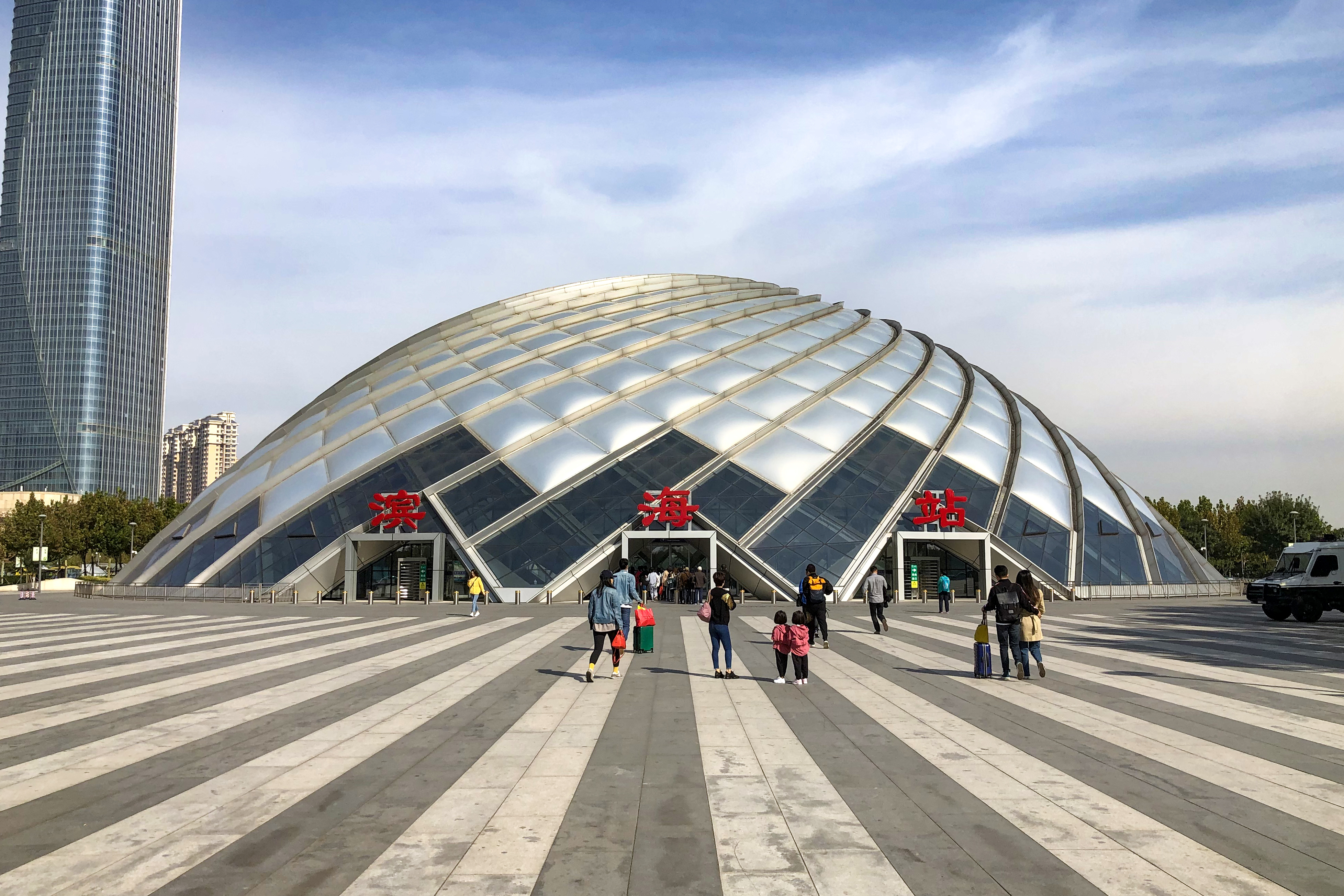
Вокзал Биньхай

Тяньцзиньский вокзал обслуживает скоростную линию Тяньцзинь — Циньхуандао, междугородную линию Пекин — Тяньцзинь, пассажирско-грузовые линии Пекин — Шанхай и Тяньцзинь — Шаньхайгуань. Важное значение имеют грузовые перевозки в Центральную Азию и Турцию.
Южный Тяньцзиньский вокзал обслуживает скоростную линию Пекин — Шанхай. Также в городе работают Тяньцзиньский трамвай и Тяньцзиньский метрополитен.
Из Тяньцзиня поездами в Центральную Азию и Европу экспортируют товары повседневного спроса, электромобили и бытовую технику. Важное значение имеет перевозка из порта руд цветных металлов. По итогам 2024 года с КПП Тяньцзинь было отправлено более 600 грузовых поездов, следовавших по международным маршрутам грузоперевозок Китай — Европа и Китай — Центральная Азия, которыми было перевезено 60 тыс. стандартных контейнеров (TEU).

### Автомобильный
Важное значение имеют Внешняя кольцевая дорога и Внутренняя кольцевая дорога Тяньцзиня. 
Скоростные дороги:
- Пекин — Шанхай
- Пекин — Харбин
- Пекин — Тяньцзинь — Тангу
- Таншань — Тяньцзинь
- Баодин — Тяньцзинь

Национальные автомагистрали:
- Годао 102 (Пекин-Харбин)
- Годао 103 (Пекин-Тяньцзинь-Тангу)
- Годао 104 (Пекин-Фучжоу)
- Годао 105 (Пекин-Чжухай)
- Годао 112 (кольцевая)
- Годао 112 (Шаньхайгуань-Шэньчжэнь)

## Культура

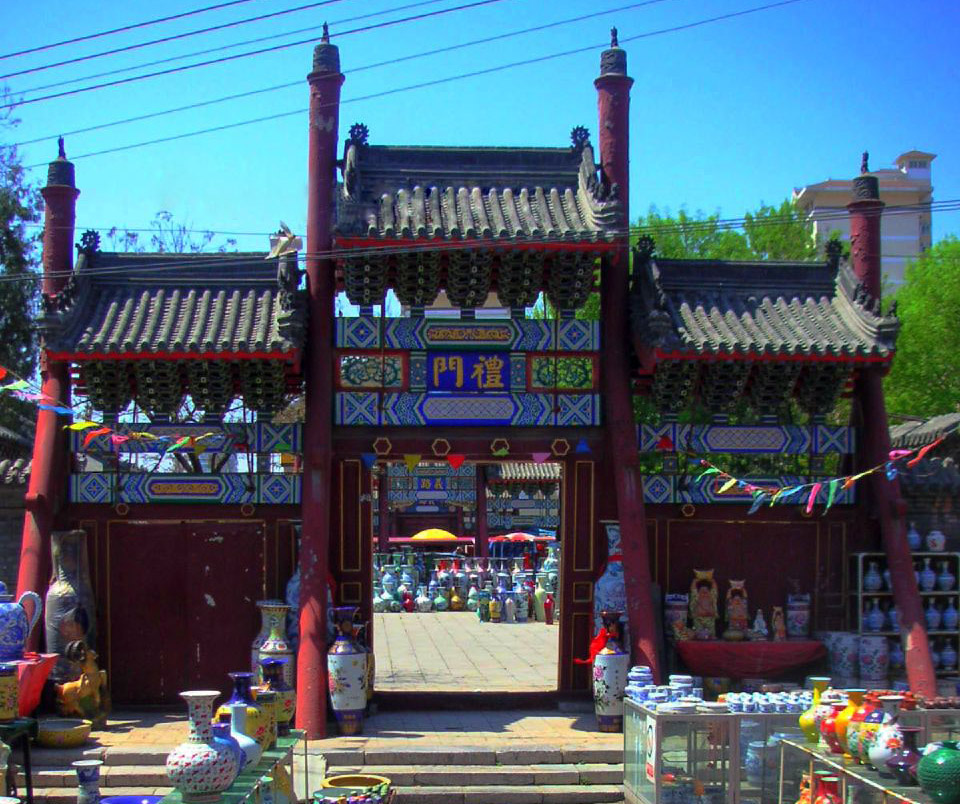
Конфуцианский храм в Тяньцзине

Городские жители Тяньцзиня говорят на тяньцзиньском диалекте севернокитайского языка. Несмотря на географическую близость к Пекину, тяньцзиньский диалект существенно отличается от пекинского, на базе которого был создан путунхуа.
Основой местной кухни является большое количество морепродуктов, что связано с близостью к морю. Наиболее часто встречается в меню блюдо «бадавань» (八大碗), которое состоит из восьми мясных блюд, находящихся в восьми разных чашках. Отсюда и происходит его название. Появление подобного блюда относится к династии Цин. Также распространено блюдо «сыдабо» (四大扒), комплексное или банкетное блюдо, к которому относится большое количество мясных продуктов и субпродуктов, а также морепродукты. 
Кроме этого, Тяньцзинь известен своими закусками. Так, традиционной разновидностью баоцзы (包子) здесь является «гоубули» (狗不理包子). Кроме того, известна разновидность закусок «махуа» (麻花) — «гуйфасян» (桂发祥麻花). «Эрдоянь» (耳朵眼炸糕) — это местная традиционная торговая марка пирожков.
Тяньцзинь — это «дом» пекинской оперы, разновидности китайской оперы. Также Тяньцзинь известен своими комедийными актёрами и собственно этим жанром по всему Китаю. Выдающиеся китайские комедианты Го Дэган и Ма Саньли иногда в выступлениях использовали тяньцзиньский диалект.
В 15 километрах от Тяньцзиня расположен посёлок Янлюцин. Кроме того, что он является центром района Сицин города Тяньцзиня, он ещё известен собственным видом искусства — традиционными картинами на темы нового года (杨柳青年画).
Ещё одним традиционным видом искусства являются глиняные статуэтки Чжана (泥人张).
В 2017 году была открыта Библиотека Тяньцзинь Биньхай, спроектированная бюро MVRDV.

## Образование

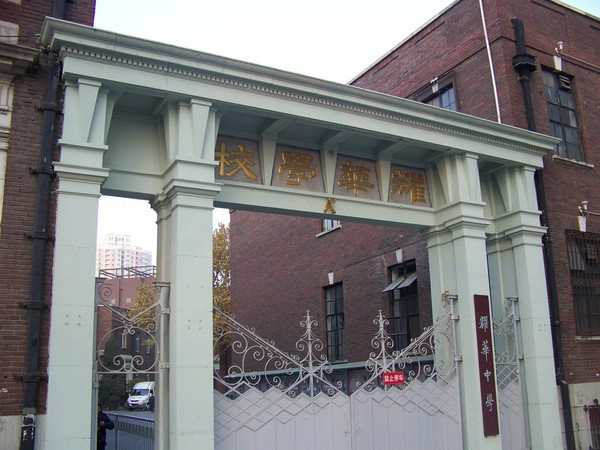
Средняя школа Яохуа

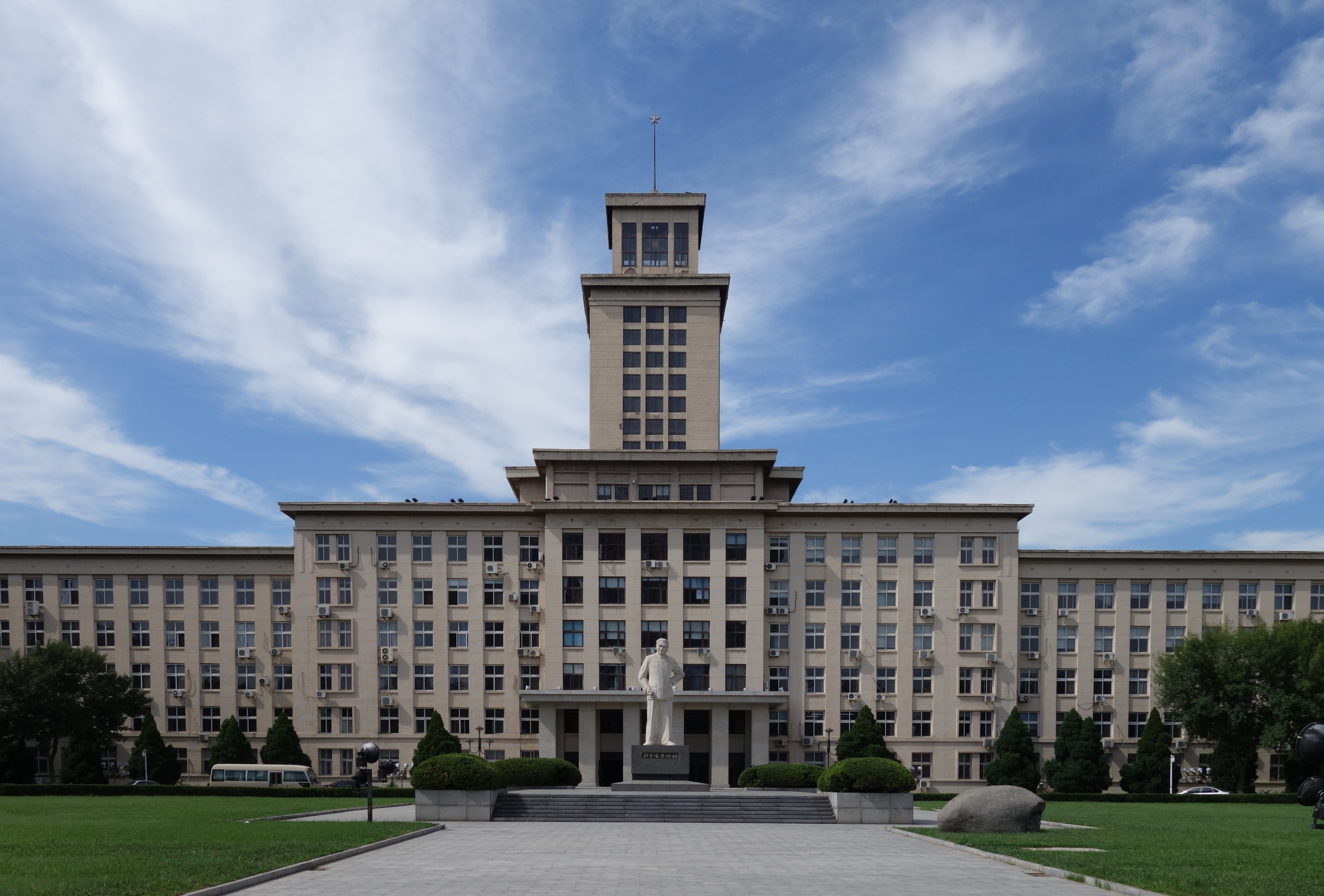
Нанькайский университет

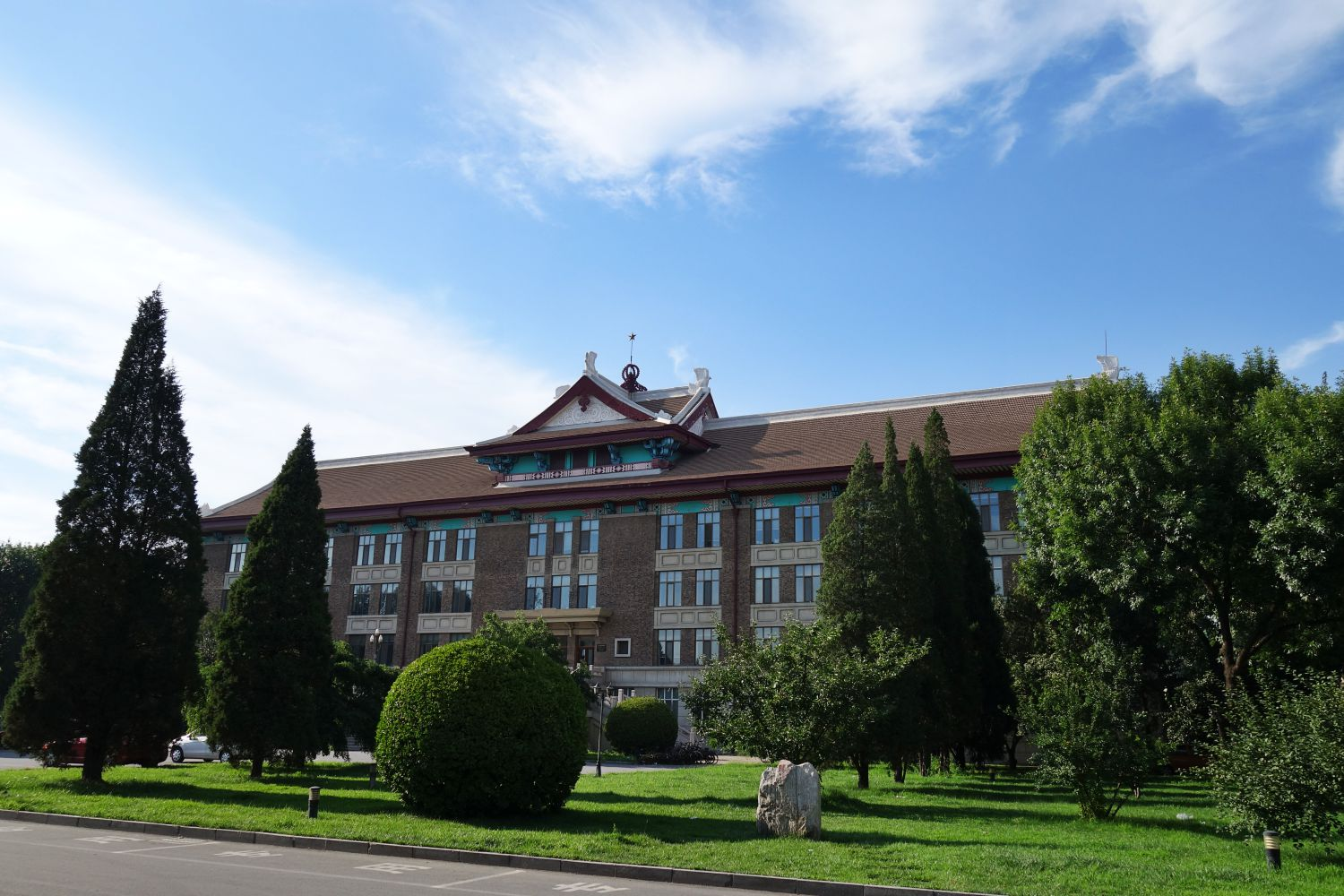
Тяньцзиньский университет

### Колледжи и университеты
В ведении Министерства образования КНР:
- Нанькайский университет (南开大学) (основан в 1919 году, один из наиболее престижных университетов в КНР);
- Тяньцзиньский университет (天津大学) (основан в 1895 году, первый университет в Китае).

В ведении национальной Ассоциации гражданской авиации КНР:
- Университет гражданской авиации КНР (中国民航大学).

В ведении властей провинции Хэбэй:
- Хэбэйский технологический университет (河北工业大学) (основан в 1903 году, первый университет такого профиля в Китае)

В ведении местных властей:
- Тяньцзиньская академия искусств (天津美术学院)
- Тяньцзиньский институт сельского хозяйства (天津农学院)
- Тяньцзиньская консерватория (天津音乐学院)
- Тяньцзиньский университет иностранных языков (天津外国语大学)
- Тяньцзиньский институт физической культуры (天津体育学院)
- Тяньцзиньский медицинский университет (天津医科大学)
- Тяньцзиньский педагогический университет (天津师范大学)
- Тяньцзиньский технологический университет (天津工业大学)
- Тяньцзиньский университет коммерции (天津商业大学)
- Тяньцзиньский университет финансов и экономики (天津财经大学)
- Тяньцзиньский научно-технический университет (天津科技大学)
- Тяньцзиньский политехнический университет (天津理工大学)
- Тяньцзиньский университет технологии и педагогики (天津职业技术师范学院)
- Тяньцзиньский университет традиционной китайской медицины (天津中医药大学)
- Тяньцзиньский городской строительный институт (天津城市建设学院)

Примечание: В список не включены учебные заведения, в которых нет программ подготовки бакалавров очной формы обучения.
Международное образование представлено кампусом Джульярдской школы и Тяньцзиньским центром подготовки, который был открыт в 2006 году Международным университетом Флориды. Проект является совместным детищем местного правительства и университета, базирующегося в Майами.

## Наука

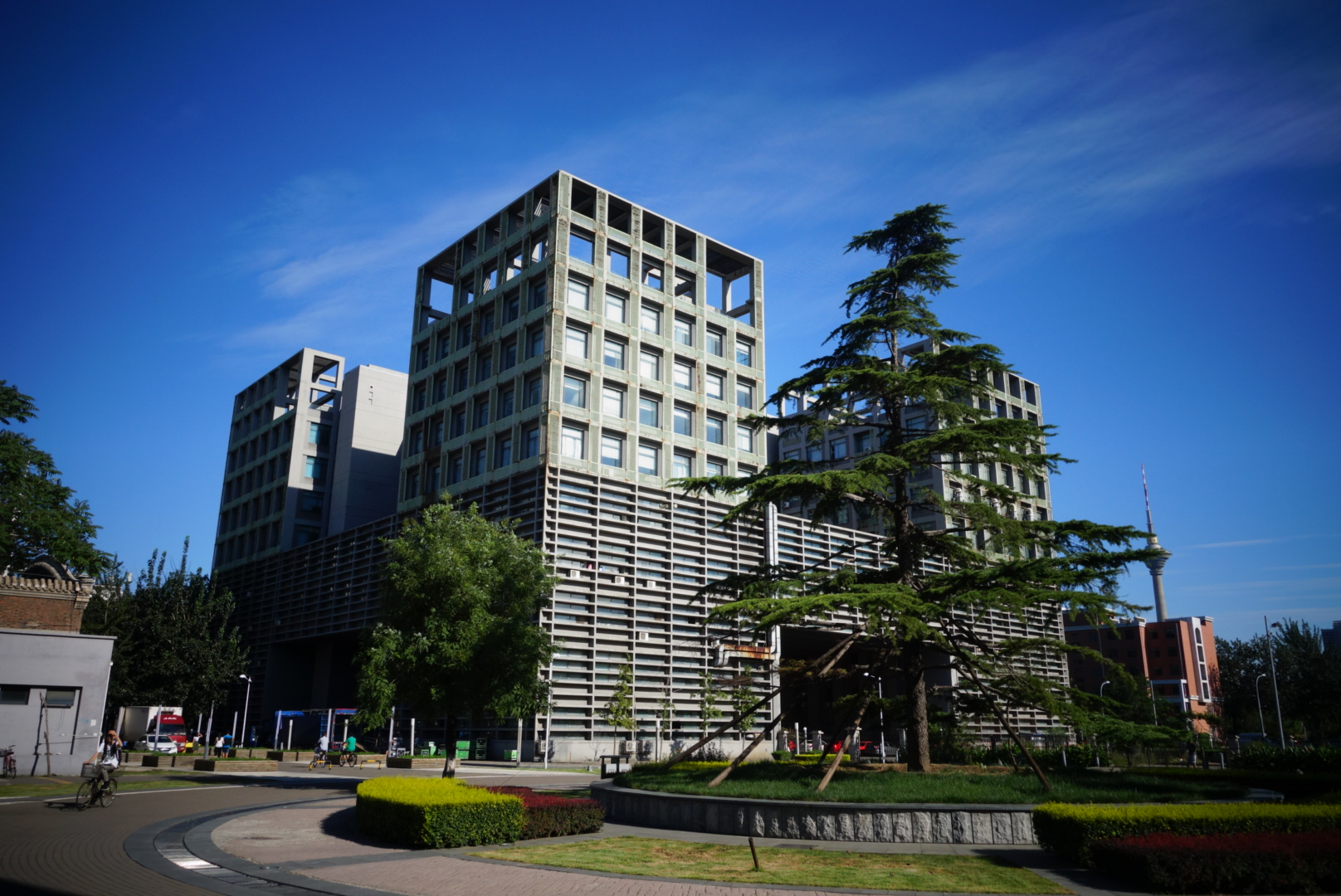
Тяньцзиньский университет

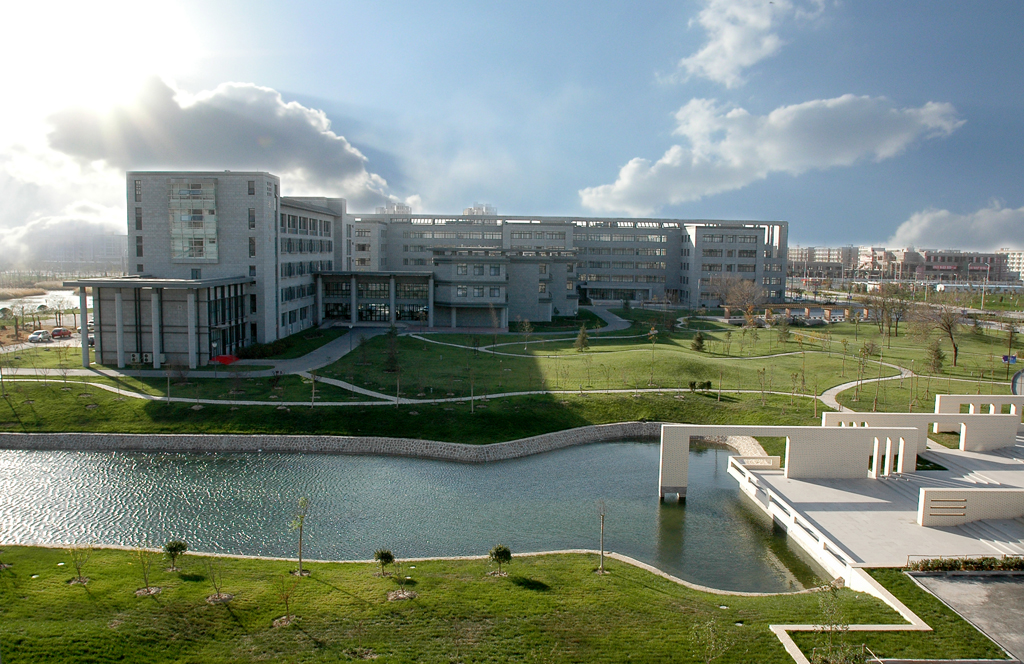
Тяньцзиньский педагогический университет

Согласно рейтингу британского журнала Nature по состоянию на 2022 год Тяньцзинь занимал 20-е место среди научно-исследовательских центров мира.
Ведущими научно-исследовательскими учреждениями Тяньцзиня являются Тяньцзиньский университет, Тяньцзиньский научно-технический университет, Нанькайский университет (включая Институт искусственного интеллекта), Тяньцзиньский политехнический университет (университет Тяньгун), Тяньцзиньский технологический университет, Центр совместных инноваций химической науки и инженерии, Тяньцзиньский медицинский университет, Институт рака Тяньцзиньского медицинского университета, Институт гематологии / Больница болезней крови Китайской академии медицинских наук, Главная больница Тяньцзиньского медицинского университета.
Также в Тяньцзине расположены Хэбэйский технологический университет, Тяньцзиньский педагогический университет, Первая и Вторая больницы Тяньцзиня, Тяньцзиньский университет традиционной китайской медицины, Первая учебная больница Тяньцзиньского университета традиционной китайской медицины, Тяньцзиньская глазная больница, Институт промышленных биотехнологий Китайской академии наук, Государственный центр суперкомпьютерных вычислений.

## Здравоохранение
- Многопрофильная больница сингапурской компании Perennial Holdings[70]

## Спорт
В городе несколько футбольных команд, представляющих Суперлигу («Тяньцзинь Тэда») и первую лигу («Тяньцзинь Сунцзян»). 
Также есть баскетбольная команда, выступающая в Северном дивизионе Китайской баскетбольной ассоциации («Тяньцзинь Жунган»).
Среди крупнейших спортивных комплексов — Тяньцзиньская арена.

## Города-побратимы
Тяньцзинь является городом-побратимом следующих городов:
- Кобе, Япония — с 1973
- Фитчберг, США — с 1980
- Филадельфия, США — с 1980
- Гринвилл, США — с 1980
- Ришон-ле-Цион, Израиль — с 1980
- Мельбурн, Австралия — с 1980
- Йоккаити, Япония — с 1980
- Сараево, Босния и Герцеговина — с 1981
- Регион Нор — Па-де-Кале, Франция — с 1984
- Милан, Италия — с 1985
- Гронинген, Нидерланды — с 1985
- Тиба, Япония — с 1986
- Кутаиси, Грузия — с 1987
- Пловдивская область, Болгария — с 1989
- Измир, Турция — с 1991
- Абиджан, Кот-д’Ивуар — с 1992
- Улан-Батор, Монголия — с 1992
- Харьков, Украина — с 1993
- Йёнчёпинг, Швеция — с 1993
- Инчхон, Республика Корея — с 1993
- Лодзь, Польша — с 1994
- Штат Рио-де-Жанейро, Бразилия — с 1995
- Штат Амазонас, Бразилия — с 1997
- Даллас, США — с 1995
- Кларенс, США — с 1997
- Хайфон, Вьетнам — с 1999
- Турку, Финляндия — с 2000
- Салоники, Греция — с 2002
- Нампхо, КНДР — с 2002
- Благовещенск, Россия — с 2015
- Пхеньян, КНДР